# Stereomastis talismani
Stereomastis talismani е вид десетоного от семейство Polychelidae. Видът не е застрашен от изчезване.

## Разпространение и местообитание
Разпространен е в Ангола, Бенин, Габон, Гана, Гвинея, Гвинея-Бисау, Екваториална Гвинея, Камерун, Република Конго, Кот д'Ивоар, Либерия, Мавритания, Намибия, Нигерия, Сенегал и Того.
Обитава крайбрежията на океани, морета и заливи. Среща се на дълбочина от 69 до 2857,5 m, при температура на водата от 2,5 до 18,9 °C и соленост 33,4 – 36,5 ‰.

## Описание
Популацията на вида е стабилна.